# Otis Harlan

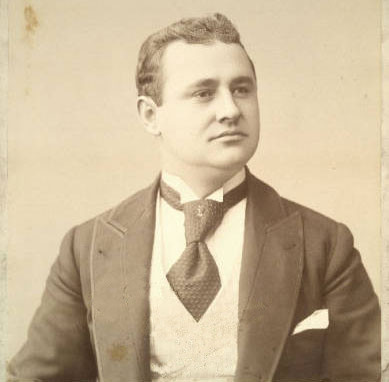
Otis Harlan (1892)

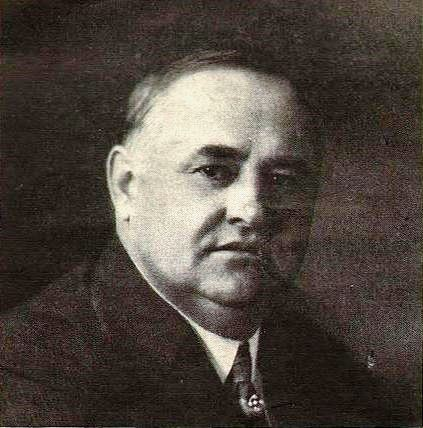
Otis Harlan (1915)

Otis Harlan (* 29. Dezember 1865 in Zanesville, Ohio; † 21. Januar 1940 in Martinsville, Indiana) war ein US-amerikanischer Charakterschauspieler und Komiker.

## Leben
Otis Harlan arbeitete zunächst als Schauspieler in Vaudeville-Theatern, später war er am Broadway zu sehen. Dort trat er zwischen 1894 und 1915 in über 15 Stücken auf, wobei der leicht korpulente Schauspieler häufig auf komische Nebenrollen festgelegt war.
1915 machte er sich auf den Weg nach Hollywood, wo er während der Stummfilmzeit unter anderem in John Fords Western Drei rauhe Gesellen einen Zeitungsredakteur und in Ernst Lubitschs Melodram Alt-Heidelberg den Heidelberger Wirt Rüder verkörperte. Harlan trat außerdem mehrmals in Universal-Komödien mit Reginald Denny auf. 1929 spielte er die Rolle des Captain Andy in der ersten Filmversion des Musicals Show Boat. In den 1930er-Jahren kam Harlan nur noch selten über kleinere Nebenrollen hinaus, unter anderem war er als Schneider Starveling in Max Reinhardts starbesetzter Filmversion von Ein Sommernachtstraum zu sehen. Für Walt Disney sprach er den Zwerg Happy in der Originalversion des berühmten Zeichentrickklassikers Schneewittchen und die sieben Zwerge. Lange wurde auch vermutet, dass er den Maulwurf Mr. Mole in Disneys Bambi gesprochen hätte, obgleich Bambi erst zwei Jahre nach Harlans Tod in die Kinos kam. Heute gilt aber als wahrscheinlich, dass der Disney-Mitarbeiter Perce Pearce die Figur sprach.
Insgesamt spielte Harlan im Laufe seiner Karriere in über 130 Filmen. Er verstarb 1940 im Alter von 74 Jahren an einem Herzinfarkt und wurde auf dem Green Lawn Cemetery in Columbus beigesetzt. Harlan war verheiratet mit Nellie Harvey, ihre gemeinsame Tochter Marion Harlan (1904–1971) arbeitete ebenfalls für einige Jahre als Filmschauspielerin. Harlans Neffe war der bekannte Stummfilmschauspieler Kenneth Harlan.

## Filmografie (Auswahl)
- 1922: The Ladder Jinx
- 1923: The Brass Bottle
- 1924: Captain Blood
- 1924: Das Wiegenlied (The Lullaby)
- 1925: Lightnin'
- 1925: How Baxter Butted In
- 1926: Drei rauhe Gesellen (3 Bad Men)
- 1926: Der keusche Josef (What Happened to Jones)
- 1926: Alles Schwindel (The Cheerful Fraud)
- 1927: Alt-Heidelberg (Old-Heidelberg)
- 1928: Das Vagabundenliebchen (Good Morning, Judge)
- 1928: The Grip of the Yukon
- 1929: Broadway
- 1929: The Mississippi Gambler
- 1929: Show Boat
- 1930: Der Kapitän der Garde (Captain of the Guard)
- 1930: Der Jazzkönig (King of Jazz)
- 1932: Der Ritt ins Todestal (The Rider of Death Valley)
- 1932: Ride Him, Cowboy
- 1933: Dr. Bull (Doctor Bull)
- 1933: Mister Mugg
- 1934: Liebesreigen (Music in the Air)
- 1934: Die gute alte Zeit (The Old Fashioned Way)
- 1935: Ein Sommernachtstraum (A Midsummer Night’s Dream)
- 1935: Diamanten-Jim (Diamond Jim)
- 1935: Western Frontier
- 1936: Can this be Dixie?
- 1937: Schneewittchen und die sieben Zwerge (Snow White and the Seven Dwarfs, Sprechrolle)
- 1937: Die kleinen Strolche – Roamin’ Holiday  (Kurzfilm)
- 1938: Über die Grenze entkommen (The Texans)